# Hovin (Melhus)
Hovin este o localitate din comuna Melhus, provincia Sør-Trøndelag, Norvegia, cu o suprafață de 0,46 km² și o populație de 669 locuitori (2013).